# Burle (Kwajalein)
Burle (auch: Murle Island, Murule-To, Murure) ist eine Insel des Kwajalein-Atolls in der Ralik-Kette im ozeanischen Staat der Marshallinseln (RMI).

## Geographie
Das kleine Motu liegt im südwestlichen Saum des Atolls. Die Schwesterinsel Südosten ist Ennugenliggelap. Mit dieser ist die Insel durch einen seichten Riffsaum verbunden. Die Onemak East Passage trennt sie von Onemak, beziehungsweise Labo.

## Klima
Das Klima ist tropisch heiß, wird jedoch von ständig wehenden Winden gemäßigt. Ebenso wie die anderen Orte der Kwajalein-Gruppe wird Burle gelegentlich von Zyklonen heimgesucht.